# Linia kolejowa Briańsk Orłowski – Briańsk Lgowski
Linia kolejowa Briańsk Orłowski – Briańsk Lgowski – linia kolejowa w Rosji łącząca stację Briańsk Orłowski ze stacją Briańsk Lgowski. Zarządzana jest przez region briański Kolei Moskiewskiej (część Kolei Rosyjskich).
Linia położona jest w całości w Briańsku, w obwodzie briańskim. Na całej długości jest zelektryfikowana i dwutorowa.